# Et voilà
 (avril 2020).
Si vous disposez d'ouvrages ou d'articles de référence ou si vous connaissez des sites web de qualité traitant du thème abordé ici, merci de compléter l'article en donnant les références utiles à sa vérifiabilité et en les liant à la section « Notes et références ».
Albums de Robert Charlebois
Tout est bien
(2010)
Et Voilà est un album de chansons de Robert Charlebois sorti en 2019.

## Titres
| No  | Titre                         | Durée |
| --- | ----------------------------- | ----- |
| 1.  | Le manque de confiance en soi |       |
| 2.  | Monsieur l'ingénieur          |       |
| 3.  | Musique de chambre            |       |
| 4.  | Des livres et moi             |       |
| 5.  | Et voilà                      |       |
| 6.  | La divine                     |       |
| 7.  | Les filles de mon âge         |       |
| 8.  | Johnny                        |       |
| 9.  | So Much Love                  |       |
| 10. | Fou amoureux de vous          |       |